# Octave Feuillet
Octave Feuillet (11 de agosto de 1821 - 28 de diciembre de 1890) fue un novelista y dramaturgo francés, nacido en Saint-Lô, Manche.

## Biografía
Fue hijo de un caballero normando de distinción, pero con una gran excitabilidad nerviosa. Este nerviosismo fue heredado por Octave, aunque no en la misma medida. Su madre murió cuando él era niño. Luego fue enviado al liceo Louis-le Grand, en París, en donde consiguió una alta distinción y fue destinado al servicio diplomático.
En 1840 le anunció a su padre que había tomado la determinación de dedicarse a la literatura. Su padre rechazó la idea, y Octave regresó a París y comenzó a trabajar como periodista. Junto a Paul Bocage comenzó a escribir obras teatrales. Luego de tres años, su padre lo perdonó.
Para este tiempo, él vivía en París disfrutando de confort e independencia, y publicó sus primeras novelas. La salud de su padre hizo que Octave dejara París para acompañarlo constantemente. 
En 1851 se casó con su prima, Mlle. Valerie Feuillet, quien lo ayudó a soportar la cautividad a la que su deber filial lo había obligado. 
Su primer éxito lo logró en el año 1852, cuando publicó la novela Bellak y produjo la comedia La Crise. Ambos trabajos fueron publicados por la revista francesa Revue des deux mondes, en donde también aparecieron la mayoría de sus novelas posteriores. En 1857 apareció La Petite Comtesse y Dalila, y al año siguiente Le Roman d'un jeune homme pauvre
En 1857, habiendo sido persuadido para escribir la obra teatral de Dalila, la publicó en Vaudeville, y obtuvo un gran éxito. En esta ocasión, fue hasta París para ver los ensayos de su obra. Su padre soportó la ausencia temporal de Octave y al año siguiente repitió la experiencia con la ocasión de la interpretación de la obra Un Jeune Homme pauvre.
Pero durante esta breve ausencia, su padre murió. Octave era ahora libre y la familia se mudó inmediatamente a París, en donde formó parte de la vida social del Segundo Imperio francés. El joven novelista se convirtió en el favorito de la corte, sus obras eran representadas en Compiègne antes que fueran enseñadas al público en general y en una ocasión, la emperatriz Eugenia de Montijo se dignó a interpretar a Mme. de Pons en Les Portraits de la Marquise.
Feuillet no abandonó el género de las novelas, y en 1862 logró un gran éxito con Sibylle. Sin embargo, su salud había empezado a declinar, afectado por la muerte de su hijo mayor. Determinó irse de París, donde el ritmo de vida era demasiado excitante para sus nervios, y necesitaba recobrar la quietud de Normandía. La vieja casa de la familia había sido vendida, pero compró una casa llamada Les Paillers en los suburbios de Saint-Lô en donde vivió por quince años.
Fue elegido para la Academia Francesa en 1862 y en 1868 se convirtió en bibliotecario del palacio Fontainebleau, en donde debía residir por un mes o dos cada año. En 1867 produjo su obra maestra, Monsieur de Camors y en 1872 escribió Julia de Trécœur. Sus últimos años, después de la venta de Les Paillers, pasaron en un incesante deambular, como resultado de la agitación de sus nervios. Sufrió una gran depresión y enfermedades, y falleció el 28 de diciembre de 1890. Su último libro fue Honneur d'artiste (1890)